# موزدوک
شهر موزدوک (به روسی: Моздок) در کشور روسیه و در اوستیای شمالی-آلانیا واقع شده‌است.
این شهر در کنار رود تِرِک قرار دارد و نام آن در زبان کاباردی به معنای «جنگل انبوه» است.